# Ратін
Ра́тін (англ. Ruthin, валл. Rhuthun) — місто на півночі Уельсу, адміністративний центр області Денбігшир.
Населення міста становить 5 218 осіб (2001).